# Museum of Northern British Columbia
Das Museum of Northern British Columbia, auch Museum of Northern B. C. genannt, liegt im westkanadischen Prince Rupert an der Pazifikküste. Es ist ein Museum mit dem Sammlungsschwerpunkt auf den ethnischen Gruppen bzw. der Geschichte des Nordens der Provinz British Columbia. Das Museum befindet sich in einem nach Grundsätzen der lokalen Bauweise der Tsimshian errichteten Langhaus.

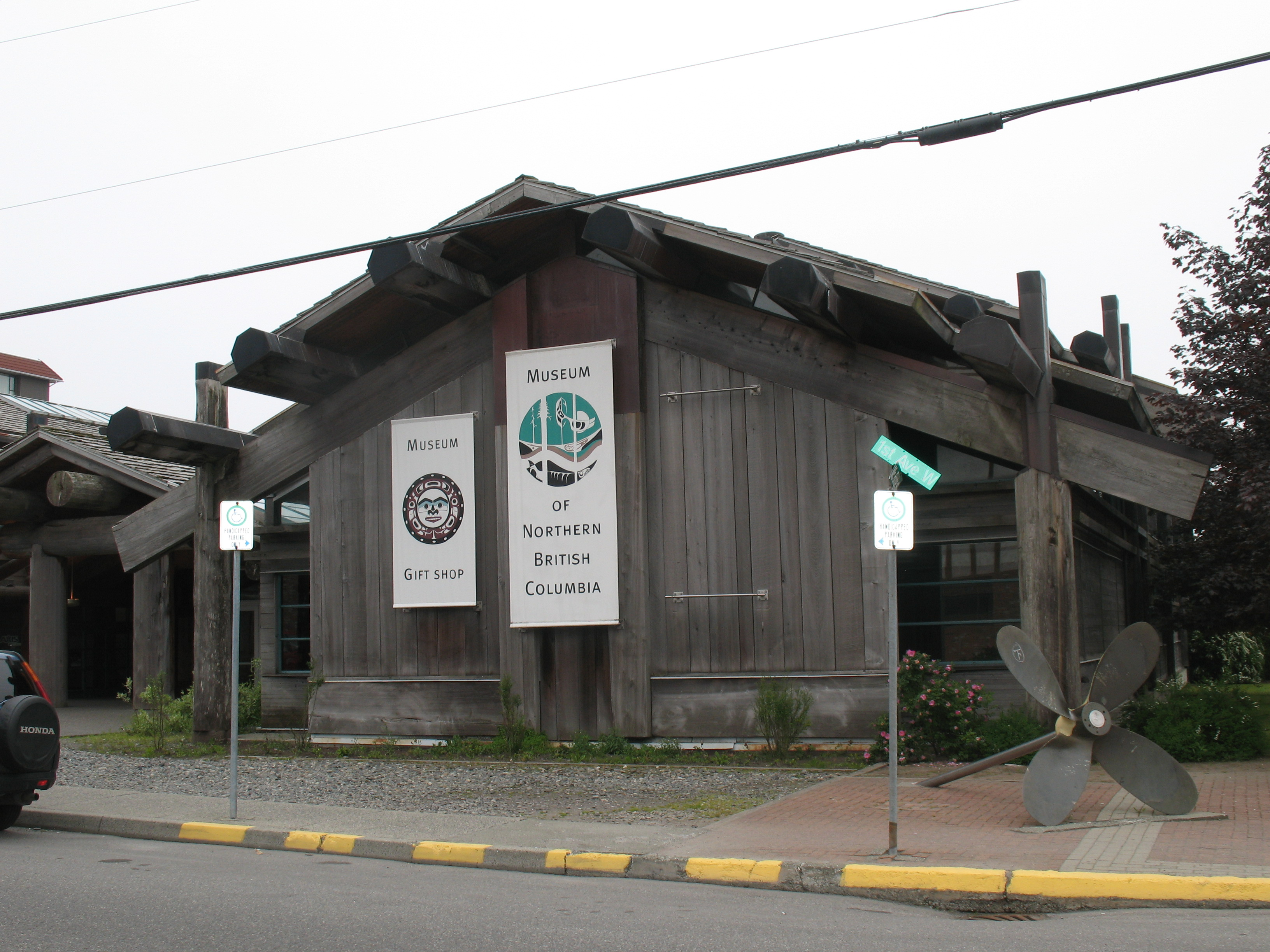
Flügel des Museums

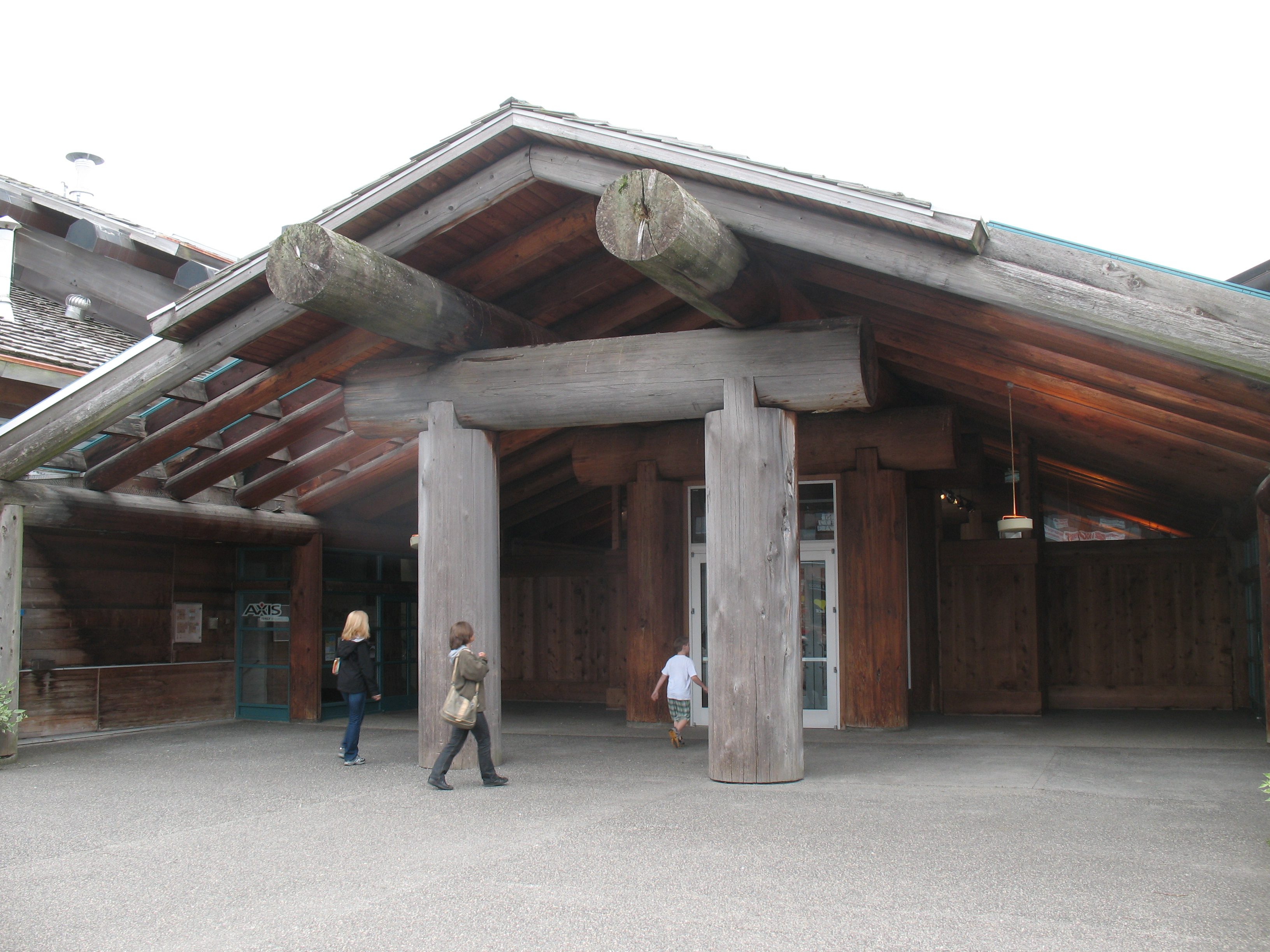
Haupteingang

Räumlich repräsentiert das Museum die Region zwischen Portland Canal im Norden und Douglas Channel im Süden sowie das untere Skeena-Tal.

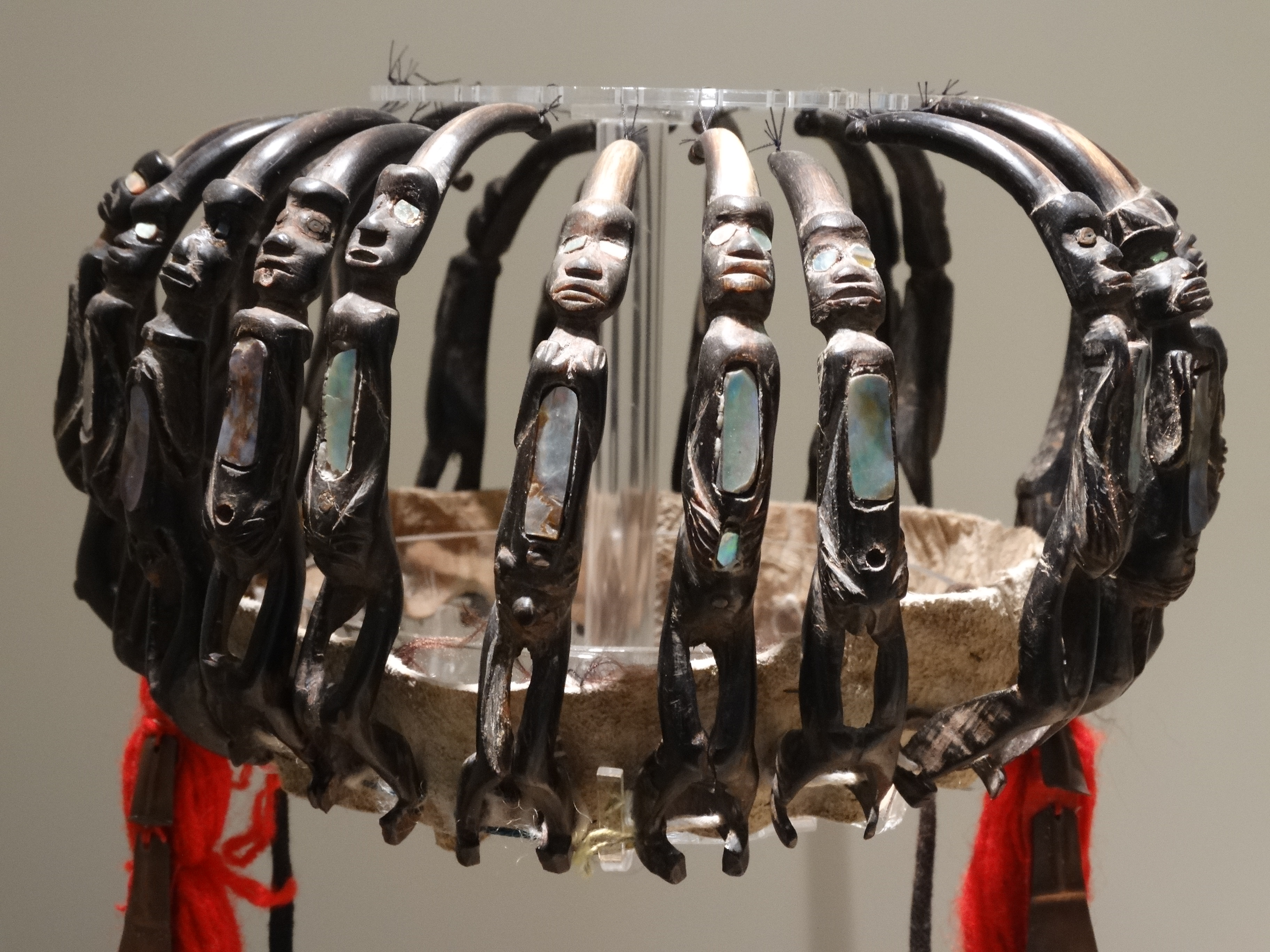
Zeremonieller Kopfschmuck der Tsimshian

Der Fundus besteht aus rund 6.000 Fotografien und zahlreichen Kunstwerken, die die Kulturen der Nordwestküste repräsentieren und die regionalen Unterschiede verdeutlichen. Die thematischen Schwerpunkte sind die First Nations der Gegend, allen voran die Tsimshian. Hinzu kommen Haida, Tlingit und Nisga’a. Im Museum befindet sich zudem eine Schnitzwerkstatt, in der Künstler arbeiten. Von Juni bis Ende August steht sie auch Besuchern offen. Neben Museumsführungen werden auch Führungen zu den Totempfählen in Prince Rupert angeboten.
Hervorzuheben ist die aus 489 Fotos bestehende Sammlung der McDowell-Familie aus den Jahren von etwa 1907–1913, ebenso wie die von William W. Wrathall hinterlassene Fotosammlung zum Bau der Grand Trunk Pacific Railway. Zum Haus gehört aber auch Kwintsa, die Eisenbahnstation am Hafen der Stadt. Sie stellte den Endpunkt der transkontinentalen Eisenbahn dar.
Hinzu kommen die Tagebücher des Leuchtturmwärters Ben Codville (1882–1968), der auf King Island und Pointer Island, ab 1945 in Prince Rupert lebte. Sie umfassen die Zeit von 1891 bis 1964. Außerdem verfügt das Museum über rund 125 Karten aus der Zeit ab etwa 1900.